# Coenagrion australocaspicum
Coenagrion australocaspicum é uma espécie de libelinha da família Coenagrionidae.
Pode ser encontrada nos seguintes países: Azerbaijão e Irão.
Os seus habitats naturais são: rios, pântanos.
Está ameaçada por perda de habitat.